# Emmy Internacional 1990
A 18.ª cerimônia de entrega dos International Emmys (ou Emmy Internacional 1990) aconteceu em 19 de novembro de 1990, no hotel Sheraton New York Times Square em Nova York, Estados Unidos.

## Cerimônia
Os International Emmy Awards são dados anualmente pela Academia Nacional de Artes e Ciências Televisivas (IATAS). Além das categorias de programação, a Academia Internacional premia personalidades mundiais da televisão com os prêmios Directorate Award e o Founder Award, entregue à Henrikas Yushkiavitshus e Joan Ganz Cooney, respectivamente.
Entre os apresentadores da cerimônia estava a cantora brasileira Xuxa Meneghel, convidada pela Academia Internacional a apresentar a categoria de melhor programa infantojuvenil.

## Vencedores
| Categoria                      | Vencedor                            | País        | Nota(s)                                 |
| ------------------------------ | ----------------------------------- | ----------- | --------------------------------------- |
| Melhor Série de Drama          | First and Last                      | Reino Unido | BBC                                     |
| Melhor Programa Infantojivenil | Living with Dinosaurs               | Reino Unido | Channel 4                               |
| Melhor Documentário            | J'ai Douze Ans et Je Fais la Guerre | França      | CAPA Production / Canal Plus / France 3 |
| Melhor Performance Artística   | The Mahabharata                     | Reino Unido | Peter Brook                             |